# مسحرة
مسحرة هي قرية من قرى ريف القنيطرة السوري في محافظة القنيطرة السورية، تقع على بعد حوالي 18 كم شرق مدينة القنيطرة على حدود محافظة درعا. يحدها من الجنوب قرية نبع الصخر، ومن الشرق قريتي الطيحة" والمال التابعتان لمحافظة درعا، ومن الشمال قريتي أيوبا وجبا، ومن الغرب قريتي أم باطنة وممتنة وجانب من قرية جبا.
تتركز فيها بشكل أساسي زراعة الزيتون واللوزيات والتين والحبوب مثل القمح والشعير والحبة السوداء والكرسنة والحمص، وتنتشر فيها بكثرة تربية الأبقار والأغنام والدواجن.

## التسمية
ذكر السيد محمد حمدي ذياب مختار القرية عن سبب التسمية قائلا: «قيل قديماً عن قرية "مسحرة" أنها أرض محراق ومغراق حيث أنه إذا قلت نسبة الأمطار يبست المزروعات وإذا ازدادت نسبة الأمطار أغرقت المزروعات، وبنيت أول منازلها في عام 1920م وكان عدد السكان في وقتها حوالي /50/ نسمة وكانت بيوتها من البيتون المغموس بالحجارة السوداء ومن ثم تطورت وأصبحت من البيتون المسلح الحديث»

## تاريخ
بنيت القرية على أنقاض قرية أثرية قديمة تعود للعصر الإسلامي، إذ عثر على قطع من الفخار تؤرخ لتلك الفترة أثناء حفريات شبكة الصرف الصحي في القرية عام 2000. كما عثر على مقابر أثرية تعود إلى العصور الرومانية والبيزنطية، وأدوات جراحة وبكلة ذهبية وكؤوس زجاجية. وفي عام 2004م كشف عن قبر يحتوي على هيكلين عظميين هشين تبين أنهما هيكلان لرجل وامرأة في قبر واحد بالإضافة إلى أساور برونزية وفأس حديدي وقارورتان زجاجيتان وجميعها محفوظة في متحف آثار القنيطرة.

## المناخ
ترتفع القرية عن سطح البحر810 متر ويتصف مناخها بأنه معتدل صيفاً وبارد جداً شتاءً وتشهد أحياناً تتساقط الثلوج.
‌